# セルバンテス (小説投稿サイト)
セルバンテスは、講談社の「ネクストファンタジー」専門レーベル・レジェンドノベルスの運営チームが立ち上げた小説投稿サービス。

## 概要
ユーザー登録することで、小説を無料で公開することができる。講談社新企画開発チームが、レジェンドノベルスの兄弟サービスとして運営している。

## 主な機能
- 小説の執筆・閲覧
- 執筆小説のシリーズ化
- 小説のブックマーク、更新通知、栞機能
- 小説に対しての感想、評価、SNSのシェア
- 小説の表示設定
- 小説の検索機能

## 沿革
- 2018年12月25日 - プレオープン、作品投稿のみ開始[1]。
- 2019年2月25日 - 正式オープン[2]。
- 2020年5月31日 - サービス終了[3]。